# 沙特巴赫河
51°27′33.341348″N 7°17′1.279621″E / 51.45926148556°N 7.28368878361°E

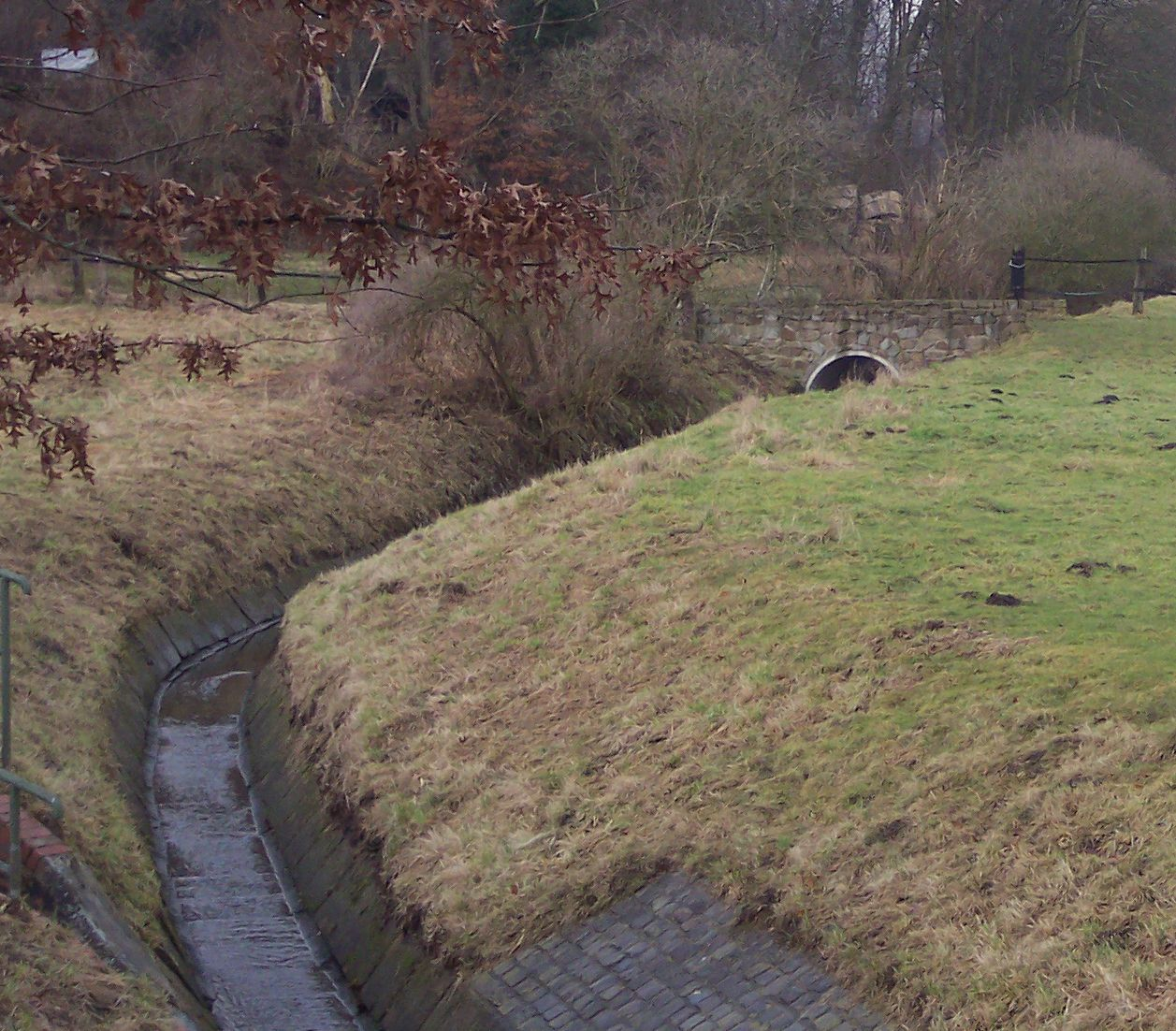
沙特巴赫河

沙特巴赫河（德語：Schattbach），是德國的河流，位於該國西部，處於北萊茵-威斯特法倫州，屬於厄爾巴赫河的右支流，河道全長2.6公里，流域面積7.2平方公里。